# Ergotismus
Ergotismus je onemocnění, které způsobují námelové alkaloidy. Je to v podstatě otrava toxiny plísně paličkovice nachové (Claviceps Purpurea), tedy mykotoxikóza.
V současnosti se ergotismus objevuje prakticky pouze u dětí, které typicky ze zvědavosti a nevědomy si nebezpečí námel snědí. Dá se léčit a obvykle i vyléčit. Ve středověku měl ovšem jeho výskyt podobu celých epidemií, neboť nebyla známa příčina a tedy ji nebylo možno odstranit. Námelová sklerocia mají údajně vcelku příjemnou, byť na konci trochu palčivou houbovou chuť.

## Formy

### Vaskulární forma
U vaskulární formy dominují spasmy drobných cév, vyvolávající při opakovaném působení toxinů a po větších dávkách odumření akrálních částí těla (ušní boltce, nos, brada, rty, prsty apod.). Ve středověku se onemocnění nazývalo „oheň sv. Antonína“ a byl dokonce založen zvláštní mnišský řád sv. Antonína, pečující o postižené touto chorobou. Ve stadiu akutní otravy je známo náhlé přechodné oslepnutí, vyvolané spasmem drobných cév na sítnici.

### Psychotropní forma
U psychotropní formy se vyskytují zejména tělové a sluchové halucinace, korespondující s lidovými představami o příznacích očarování. Je pravděpodobné, že v pozadí některých čarodějnických procesů byly epidemie ergotismu, nejlépe je to dokumentováno u tzv. Salemského čarodějnického případu ze sklonku 17. století v Massachusetts v USA.

### Působení na plod
Paličkovice nachová, resp. látky v ní obsažené kromě výše uvedených projevů působí i jako teratogen, tj. způsobuje poškození plodu, především v raných stádiích těhotenství.

## Ergotismus u drůbeže
Výskyt ergotismu u drůbeže není častý. Projevuje se sníženým příjmem krmiva, zhoršeným růstem a vezikulárním zánětem kůže (dermatitidou). Na hřebínku, lalůčcích, obličeji, očních víčkách a končetinách se objevují vezikuly (puchýře), později krusty, vředy a nekróza.